# پشت چلچراغ
پشت چلچراغ (به انگلیسی Behind the Candelabra) یک فیلم درام آمریکایی است که توسط استیون سودربرگ کارگردانی شده‌است. و دربارهٔ ده سال اخر عمر لیبراچی(پیانیست مشهور امریکایی) و رابطهٔ محرمانه‌اش با اسکات تورسن است و بر اساس بیوگرافی کتاب (Behind the Candelabra: My Life with Liberace (1988)) که توسط اسکات تورسن نوشته شده‌است ساخته شده‌است. این فیلم برای دریافت نخل طلا در جشنواره فیلم کن ۲۰۱۳ نامزد شد. این فیلم تحسین منتفدان را به خودش و همچنین بازی زیبای مایکل داگلاس و مت دیمون جلب کرد.همچنین این فیلم در بخش «بهترین مینی سریال و فیلم تلویزیونی» در ۷۱مین مراسم گلدن گلوب برنده شد. و همچنین مایکل داگلاس برنده بهترین بازیگر در بخش «بهترین مینی سریال و فیلم تلویزیونی» شد.

## خلاصه داستان
دهه هفتاد آمریکا، اسکات تورسن که یک جوان همجنسگرا است، که در یک کلوپ شبانه، با پیانیست معروف و ثروتمندی به نام لیبراچی آشنا می‌شود. لیبراچی که به او علاقه‌مند شده، به خانه دعوتش می‌کند و این سرآغاز یک رابطه پر فراز و نشیب است ...

## یادداشت
فیلم از روی کتابی نوشته اسکات تورسن نوشته شده که شرح رابطه‌ای واقعی بین او و یکی از،معروف‌ترین پیانیست‌های هم‌جنسگرای دهه هفتاد آمریکاست. داستان با اسکات شروع می‌شود و نویسنده، تنها با سه سکانس، برای او شخصیت‌پردازی می‌کند: در سکانس اول، او در یک کافه متعلق به هم‌جنسگرایان نشسته است و دوربین از پشت به او نزدیک می‌شود که این‌گونه خیلی سریع متوجه غیرمعمول بودن تمایلات وی می‌شویم. در سکانس بعدی، او را در حالی می‌بینیم که در حال آماده کردن سگ‌ها برای بازی در یک صحنه فیلم است و به این شکل، شغل او که تربیت حیوانات است، برای بیننده روشن می‌شود و اتفاقاً همین موضوع، دلیلی می‌شود برای ادامه رابطه‌اش با لیبراچی. چرا که لیبراچی سگ مریضی دارد که اسکات قول می‌دهد درمانی برایش پیدا کند.
در سکانس سوم، او را بر سر میز غذا و همراه پیرمرد و پیرزنی می‌بینیم که معلوم است پدر و مادر واقعی‌اش نیستند و وقتی هم که از دیدار مادرش امتناع می‌کند، کاملاً در جریان روابط خانوادگی‌اش قرار می‌گیریم. سودربرگ با دوربینی سیال و تصاویری که برای تداعی کردن آن دوران آمریکا، کمی مه گرفته به نظر می‌رسند تا بسیار مسحورکننده تر جلوه کنند، داستانش را با شیرینی خاصی روایت می‌کند. سیر فراز و سپس نشیب در رابطه اسکات و لیبراچی بسیار خوب طراحی شده و شدیداً بیننده را درگیر می‌کند طوری‌که تقریباً مدت زمان طولانی فیلم آن‌چنان حس نمی‌شود.
در هر صحنه از فیلم‌نامه، تقریباً یک واقعیت از رابطه این دو شخص گفته می‌شود تا این‌گونه، داستان، جذاب باقی بماند، پله به پله شکل بگیرد و به ایستگاه نهایی‌اش برسد؛ جایی که قرار است لیبراچی، همان‌طور که از ابتدا نشانه‌هایی بر این موضوع در فیلم گنجانده شده بود، از رابطه اش با اسکات دست بردارد، مردان دیگری را وارد زندگی‌اش بکند و اسکات را مانند یک بیمار واگیردار از خانه‌اش بیرون بیندازد و چیزی از اموالش را هم به او ندهد؛ اما مشکل بزرگ کار در نامتمرکز بودن داستان است.
در مورد داستانِ فیلم باید گفت معلوم نیست بر روی چه چیزی تمرکز می‌کند. از یک سو، اسکات را داریم که با توجه به گفته‌های خودش، در یتیم‌خانه بزرگ شده و دچار تمایلات همجنس گرایان است (و جلوتر متوجه می‌شویم که او دوجنس گرا است؛ یعنی به زن‌ها هم تمایل دارد) و از سوی دیگر لیبراچی را می‌بینیم که به رغم شهرت و ثروت فراوانی که دارد، تنها و بی‌پناه می‌نماید و به دنبال کسی است که حرفش را بفهمد و شنونده واقعی حرف‌های او باشد. او هم مثل هر هنرمند دیگری که دچار تناقض‌هایی در روح خود هستند، دچار تناقض‌هایی است که او را بیش از پیش دچار انزوا می‌کند. این دو وقتی به هم می‌رسند، انگار نیمه گم شده خود را پیدا می‌کنند و مشکل اصلی فیلم هم از همین‌جا شروع می‌شود. در طول این رابطه، نویسنده و فیلمساز، روی هیچ چیز تمرکز نمی‌کنند و یک نخ تسبیح اصلی وجود ندارد.

## نقدها
این نقد برگرفته از وبسایت نقد فارسی است."Behind The Candelabra/پشت چلچراغ" افسانه‌ای و زیبا است، آن قدر که اگر خود لیبراچی این همه برای پنهان کردن زندگی خصوصی‌اش زحمت نکشیده بود، علی‌رغم بر ملا شدن آن‌ها، فیلم را دوست می‌داشت.
"Behind The Candelabra/پشت چلچراغ" قرار است آخرین فیلم استیون سودربرگ باشد، اتفاقی که اگر چه به ضرر سینما است اما می‌تواند برای استدیوی HBO، حداقل در حال حاضر سودمند باشد. فیلم نامه فوق العاده، کارگردانی درخشان و هوشمندانه بودن فیلم از یک طرف و بازی بی نقص مایکل داگلاس که در حین تماشای آن فراموش می‌کنید که او یک بازیگر است، از طرف دیگر فیلم را به زندگی نامه‌ای کم‌نظیر و درامی با حال و هوای واقعی همراه با شوخی‌های شیطنت‌آمیز تبدیل کرده‌است. فیلم در همه زمینه‌ها موفق ظاهر شده‌است.
فیلم علی‌رغم این که برای شبکه HBO ساخته شده در بخش رقابت جشنواره کن حضور دارد و در بیست و ششم می در آمریکا پخش خواهد شد. همچنین قرار است در برخی بازارهای خارجی شامل انگیس و فرانسه پخش شود. فیلم از همه نظر شبیه یک فیلم کامل سینمایی است با این تفاوت که از آن چه این روزها در سینماها پخش می‌شود خیلی بهتر است. فیلم به آخرین دهه زندگی لیبراچی (ولدزیو ولنتینو لیبراچی (۱۹۱۹-۱۹۸۷) پیانیست و خواننده مشهور آمریکایی بود) می‌پردازد، از ملاقات او با اسکات تورسن جوان در سال ۱۹۷۷ گرفته تا مرگش بر اثر ایدز، که مانند گرایش جنسی‌اش، سعی داشت آن را مخفی نگاه دارد.
"اونا اصلاً نمی دونن اون همجنس گرا است" این جمله را دوست اسکات به او می‌گوید زمانی که آن‌ها در یکی از برنامه‌های لیبراچی در لاس وگاس که پر از طرفداران زن با سن و سالی خاص است حضور دارند. علی‌رغم ظاهر خاصش با آن کت‌های خز، انگشت‌های پر از جواهرات و زیور آلات پر زرق و برق، همه کسانی که اجراهای تلویزیونی یا زنده او در آمریکا و بریتانیا را به یاد دارند می‌توانند بر علاقه و کشش مسلم او نسبت به زنان صحه بگذارند.
در آن زمان کسی شک نکرد که راننده جوان و خوش تیپی که شبانه لیبراچی را با آن رولز رویس جلف به صحنه اجرا می‌آورد، در واقع هم خوابه او در آن عمارت مجلل لاس وگاس است. آن‌ها یک دیگر را در یکی از جلسه‌های پشت صحنه اجرا ملاقات می‌کنند، یکی از پیانیست‌های لیبراچی که با هم اجرای دو نفره دارند خارج شده و اسکات (مت دیمون)، جوانکی مو طلایی و قوی هیکل که در کودکی به سرپرستی پذیرفته شده، وارد می‌شود. لیبراچی با تشویق کردن او به شب ماندن به او می‌گوید "قول می دم سمت خودم تو تخت بخوابم" قولی که تنها تا صبح به آن پایبند می‌ماند.
در برخوردهای اول لی (آن طور که دوستانش او را صدا می‌زنند) با اسکات در رفتار او نوعی جنبه برتری طلبانه دیده می‌شود، زیرا لی ۵۸ ساله، معروف و پر در آمد است و اسکات تنها ۱۸ سال دارد. اما در بازی شهوانی و کم زرق و برق داگلاس نوعی نرمی و نگرانی واقعی نسبت به همراه خوش هیکلش که زندگی محرومانه و مشکلی داشته دیده می‌شود و او از این مسئله برای گفتگو درباره مسائل و مشکلات خودش استفاده می‌کند.(از جمله آغاز روابط جنسی در زادگاهش، ویسکانسین با یکی از اعضای گروه گرین بی پکرز)
اسکات که در ابتدا اصرار به دوجنس گرا (افرادی که از نظر جنسی هم به همجنس و هم به جنس مخالف علاقه دارند) بودن دارد (آن طور که لی بعداً اشاره می‌کند مدرکی دال بر این ادعا وجود ندارد) و از بعضی جنبه‌های کودکی اش ناراحت است در مقابل پیشنهاد زندگی در عمارت قصر گونه لیبراچی مقاومت زیادی نشان نمی‌دهد. عمارت لیبراچی پر از وسایل و زیورآلات گران‌قیمت و پر زرق و برق است که افرادی مثل هاوارد کامینگز و الن میروژنیک طراحی کرده و ساخته‌اند. آینه‌های بی‌شمار، لوسترها، مبلمان چیت، لباس‌های رسمی براق و همه جور وسایل و اجسام درخشان و آن بخش‌های کلیدی دخیل در رابطه آن‌ها یعنی جکوزی مرمرین و تخت خواب بزرگ از این جمله‌اند.
بعد از دو سال لی اسکات را متقاعد می‌کند تا جراحی‌های پلاستیک گسترده‌ای انجام دهد، یکی از آن‌ها اضافه کردن گودی به چانه است که هدف آن شبیه تر کردن مرد جوان به لی است. تمام این اعمال زیر نظر پزشکی سر خوش و لوچ با بازی خنده‌دار راب لاو انجام می‌شود و "Behind The Candelabra/پشت چلچراغ" را باید اولین فیلمی دانست که صحنه‌های زننده جراحی پلاستیک را با موسیقی شاد و سر زنده در هم آمیخته است که این را هم باید یکی دیگر از ترفندهای اثرگذار سودربرگ دانست.
با گذشت دو سال دیگر مادر لی (با بازی خوب دبی رینولدز که در این جا کمی شناختنش سخت است) می‌میرد، و این زوج به رژیم شامپاین خودشان کوکائین را هم اضافه می‌کنند و لیبراچی که حالا به هرزه نگاری اعتیاد پیدا کرده پیشنهاد می‌دهد مردان دیگری را هم وارد رابطه‌شان کنند. اگر چه لی همیشه ادعا می‌کرد که اسکات را پسر خود می‌داند و دوست دارد او اموالش را به ارث ببرد اما در نهایت او را رها کرد و این امر منجر به شکایت ۱۱۳ میلیون دلاری اسکات از او شد که توجهات زیادی را متوجه امور خصوصی او پیش از مرگش کرد.
فیلم نامه لاگریونیز هم از نظر ساختار و هم از نظر نوشتاری برجسته است، به خصوص در صحنه‌های صمیمی و خصوصی که حالتی پچ پچ گونه دارند اما آشکارکننده احتیاجات و سلیقه جنسی این دو مرد هستند. او و سودربرگ همچنین به نحوی استادانه افول رابطه این زوج را با ضرب آهنگی آهسته به تصویر کشیده‌اند. لحظات خنده‌داری هم در فیلم وجود دارد، بعضی تا حدودی همجنس گرایانه هستند و بعضی دیگر تنها با مشاهده طریقه زندگی عجیب و غریب این زوج رقم می‌خورند. درست است که رکس هریسن و ریچارد برتون نقش یک زوج همجنس‌گرای پیر را در فیلم نه چندان ماندگار "Staircase/پلکان" در سال ۱۹۶۹ بازی کردند، اما دیدن دو ستاره بزرگ مثل داگلاس و دیمون در حال برقراری رابطه فیزیکی در فیلم حسی عجیب و گیرا دارد. با این که مایکل داگلاس تا دو سال پیش با سرطان دست و پنجه نرم می‌کرد، در فیلم بسیار خوب ظاهر شده و ایفای نقش او در فیلم را می‌توان در زمره سه نقش برتری دانست که او تاکنون ارائه داده است. او موفق شده شوخ‌طبعی، عزت نفس، خود کوچک بینی شوخ طبعانه، اخلاق کاری، دست و دل بازی، لجاجت و تنهایی پایانی لی را به خوبی به تصویر بکشد. پیانو زدن سریع و دقیق این بازیگر در صحنه‌های مربوطه را هم باید تحسین کرد.
مت دیمون با این که از اسکات تورسن واقعی در زمان فیلم بسیار بزرگ‌تر است اما خود را طوری کم سن و سال جلوه داده که این مسئله به چشم نمی‌آید. در کل او هم فوق العاده ظاهر شده و نبود اراده در تورسن که باعث شد او به خواسته‌های شریکش تن دهد و خشم و ناراحتی او از این که به کناری نهاده شد را به خوبی نشان داده است. هر دو بازیگر و به خصوص دیمون در فیلم جوان تر از سن واقعی شان به نظر می‌رسند و باید بابت این به گروه گریم فیلم تبریک گفت. همان طور که رینولدز در نقش مادر لی با آن لهجه لهستانی‌اش قابل تشخیص نبود، تشخیص دن آیکروید در نقش وکیل و برنامه‌ریز لیبراچی هم کار مشکلی است. اسکات باکولا هم نقش دوست قدیمی اسکات در روزهای پیش از آشنایی او با لی را خیلی راحت و روان بازی کرده‌است. فیلم توسط خود سودربرگ تحت نام پیتر اندروز فیلم برداری شده‌است و بیشتر از ترکیب‌های روشن و شفاف در آن استفاده شده‌است.(تدوین فیلم را هم خود او تحت نام مری آن برنارد انجام داده است) همچنین فیلم از موسیقی ماروین هملیش فقید بهره می‌برد که آخرین اثر او در یک فیلم است.